# Johann Kruse (Laienbruder)
Johann Kruse (* wohl in Wismar; † nach 1345) war ein Laienbruder der Zisterzienser im Kloster Doberan.

## Leben
Der wohl aus Wismar stammende Johann Kruse war ca. 1330–1337 Laienbruder der Zisterzienser im Kloster Doberan und gilt als Anführer der wendischen Partei, bestehend aus Ordensangehörigen aus den Hansestädten der südlichen Ostseeküste im Kloster in der ersten Hälfte des 14. Jahrhunderts, die sich gegen die Bevorzugung der sächsischen Partei des Klosters Doberan durch das Mutterkloster Amelungsborn in Niedersachsen wandte und den Einfluss des städtischen Patriziats von Lübeck bis Rostock mit Hilfe des mecklenburgischen Herzogshauses auszuweiten suchte. Johann Kruse und mit ihm auch der Laienbruder Hinrich Reddewisch standen in den 1330er Jahren in offener Gegnerschaft zu dem sächsischen Abt Konrad IV. (1332–37) von Doberan. Geplante Mordanschläge auf Herzog Albrecht II. von Mecklenburg wie auch auf die beiden Doberaner Laienbrüder führten 1336 zu einer Ausweisung von drei Zisterziensermönchen. Einer geplanten Verhaftung von Kruse und Reddelich durch Abt Konrad IV. hatten diese sich bereits 1335 entzogen. Kruse gelang es, den Abt mit Hilfe aus der mecklenburgischen Ritterschaft gefangen zu nehmen, der Abt entwich jedoch aus seinem Kerker. Eine Verständigung zwischen Kloster und den wendischen Laienbrüdern war trotz päpstlicher Fürsprache aus Avignon auf ein entsprechendes Gnadengesuch nicht möglich. Abt Konrad IV. verweigerte beiden den Zutritt zum Kloster. Am 27. November 1336 überfiel Kruse daraufhin das Kloster Doberan und entführte eine Anzahl von Mönchen. Der Abt hatte sich rechtzeitig in die Sicherheit des Mutterklosters Amelungsborn begeben. Am 15. März 1337 geriet jedoch der Prior von Doberan, der Sachse Hinrich von Hameln, in die Gewalt der beiden. Sie trennten ihm ein Bein unter dem Knie ab und überließen ihn seinem Schicksal.
Am 11. Mai 1337 konnten sich die Parteien verständigen. Abt Konrad IV. musste als Abt von seinem Amt zurücktreten. Die beiden Rädelsführer Kruse und Reddelich wurden in die Verständigung nicht einbezogen, im Folgenden verliert sich ihre Spur. An der Verständigung in Doberan nahmen die Äbte fast aller Zisterzienserklöster in Norddeutschland teil. 1345 klagte der Abt Jakob von Doberan die ausgelösten Kosten dieses Debakels für den Zisterzienserorden beim Mutterkloster Amelungsborn ein.